# Milan Benian
Milan Benian (Kamzík; * 29. září 1970, Československo) je český horolezec a bývalý reprezentant v závodním lezení. Leze od roku 1990 a již v roce 1993 se účastnil svých prvních dvou závodů Světového poháru ve sportovním lezení. Je prvním českým lezcem, který získal medaili na Mistrovství světa ve sportovním lezení, v roce 1995 stříbrnou v lezení na rychlost, prvním českým Vicemistrem celkově i v této disciplíně. Závodil převážně v disciplíně lezení na obtížnost, kde skončil dvakrát na 12. místě na závodech světového poháru v roce 1997. Vítězství si odnesl také z českého poháru (neupřesněno). V Boulderingu zvítězil dvakrát v letech 1997 a 1998 na českých závodech Mejcup konaných jednoročně v Brně.

## Významné úspěchy

### Závodní výsledky

#### lezení na obtížnost
- 1995, MS Ženeva 42. místo
- 1997, MS Paříž 60. místo
- 1997, SP celkově 24. místo
- 1995, SP celkově 43.-44. místo
- 1994, SP celkově 49.-51. místo
- 1998, ME Norimberk 29.-30. místo
- 19??, ČP 1. místo

- 1999 SP Wiener Neustadt 40. místo
- 1998 SP Kranj 63. místo
- 1998 SP Milán 49. místo
- 1998 SP Courmayeur 43. místo
- 1997 SP Imst 28. místo
- 1997 SP Kranj 12. místo
- 1997 SP Praha 12. místo
- 1997 SP Courmayeur 35. místo
- 1996 SP Graz 65. místo
- 1996 SP Kranj 37. místo
- 1996 SP Aix-les-Bains 43. místo
- 1995 SP Birmingham 23. místo
- 1995 SP Frankfurt 51. místo
- 1994 SP Aix-les-Bains 47. místo
- 1994 SP Villach 27. místo
- 1993 SP Norimberk 76. místo
- 1993 SP Curych 57. místo

#### lezení na rychlost
- 1995, MS Ženeva 2. místo - první česká medaile a první český Vicemistr na MS
- 1997, MS Paříž 24. místo
- 1998, ME Norimberk 20. místo